# Жухэ
Жухэ (кит. 汝河, древнее название Жушуй, кит. 汝水) — приток реки Хунхэ (приток Хуайхэ) в округе Чжумадянь провинции Хэнань. Длина 245 км, площадь водосборного бассейна 7376 км².
В древности район реки был знаменит особой маркой фарфора, жучжоуским фарфором.
В XX веке река получила печальную известность после катастрофического прорыва дамбы Баньцяо в результате тайфуна Нина 1975 года.